# دوري أبطال أوقيانوسيا 2012–13
دوري أبطال أوقيانوسيا 2012–13 هو الموسم 12 من  دوري أبطال أوقيانوسيا. أقيم خلال الفترة 1 مايو 2012 وحتى 19 مايو 2013، والذي يشرف على تنظيمه اتحاد أوقيانوسيا لكرة القدم، وكان عدد الأندية المشاركة فيه  8، وفاز فيه نادي أوكلاند سيتي.